# Erdkern
Der Erdkern ist das metallische Innere der Erde. Obwohl der Kern mit einem Durchmesser von 6942 km nur ein Sechstel des Volumens der ganzen Erde ausmacht, trägt er aufgrund seiner hohen Dichte rund ein Drittel zu ihrer Masse bei. Auswertungen von Erdbebenwellen ergaben, dass der Erdkern aus einem flüssigen äußeren Kern und einem festen inneren Kern besteht. Im äußeren Kern entsteht das Erdmagnetfeld.
Der Erdkern ist vollständig vom Erdmantel umgeben.

## Geschichte
1904 schlug Ernest Rutherford den radioaktiven Zerfall als Quelle der Erdwärme vor, dies konnte erst 2010 bewiesen werden.
Bereits 1906 vermutete der britische Geologe Richard Dixon Oldham anhand seiner Auswertungen von Laufzeitunterschieden bei P-Wellen und S-Wellen, ausgelöst von einem Erdbeben, dass die Erde einen Kern besitzt, und schätzte den Radius der Kern-Mantel-Grenze auf 0,6 Erdradien, also in etwa 2500–2600 km Tiefe. 1914 berechnete der deutsche Geophysiker Beno Gutenberg die Tiefe der Kern-Mantel-Grenze mit 2900 km. Der britische Mathematiker und Geophysiker Harold Jeffreys bestätigte 1939 in seinen Berechnungen die Grenze bei 2898±3 km. Heute geht man davon aus, dass die Kern-Mantel-Grenze differiert und im Mittel bei 2900 km Tiefe anzusiedeln ist.
Die dänische Seismologin Inge Lehmann fand bereits 1936 die Grenze zwischen innerem und äußerem Kern als Diskontinuität der Ausbreitungsgeschwindigkeit – das Muster der P-Wellen wies auf eine starke Ablenkung an dieser Grenzfläche hin.

## Aufbau und Eigenschaften
Der Kern besitzt ein Volumen von 17,548 · 1010 km3 und eine Masse von 1,9354 · 1024 kg, also 16,2 % des Volumens bzw. 32,4 % der Masse der gesamten Erde. Er ist nicht homogen aufgebaut. An der Kern-Mantel-Grenze verlangsamen sich die seismischen P-Wellen eines Erdbebens von 13,7 auf 8,1 km/s und die Geschwindigkeit der S-Wellen reduziert sich von 7,3 km/s auf 0. Dies lässt den Rückschluss zu, dass der äußere Kern flüssig sein muss, da sich S-Wellen in Flüssigkeiten nicht fortbewegen können. Da die Geschwindigkeit der P-Wellen im inneren Kern allerdings wieder zunimmt, nimmt man an, dass der innere Kern fester Natur ist.
|             | Tiefe              | Anteil am Volumen | Anteil an der Masse | mittlere Dichte |
| ----------- | ------------------ | ----------------- | ------------------- | --------------- |
| Atmosphäre  |                    |                   | 000,0001 %          |                 |
| Hydrosphäre | Dicke: 0 bis 12 km | 000,12 %          | 000,02 %            | 01,0 g/cm3      |
| Erdkruste   | Dicke: 5 bis 70 km | 000,8 %           | 000,4 %             | 02,8 g/cm3      |
| Erdmantel   | ca. 35–2900 km     | 083,0 %           | 067,2 %             | 04,5 g/cm3      |
| Erdkern     | 2900–6371 km       | 016,2 %           | 032,4 %             | 11,0 g/cm3      |

### Innerer Kern
Der innere Kern beginnt ab einer Tiefe von 5150 km und reicht bis zum Erdmittelpunkt. Trotz der sehr hohen Temperaturen im inneren Kern, die bei 6000 ± 500 K liegen, besteht dieser Teil des Erdkerns vorwiegend aus festem Metall. Es wird angenommen, dass sich die Metalllegierung im inneren Kern zu 80 % aus Eisen (Fe) und zu 20 % aus Nickel (Ni) zusammensetzt (daher kurz NiFe), wobei die Dichte des Kerns von der Grenze zum äußeren Erdkern von etwa 12,2 g/cm3 bis zum Mittelpunkt auf 12,6 bis 13,0 g/cm3 ansteigt. Der enorme Druck von 330 GPa könnte erklären, dass die Eisen-Nickel-Legierung des inneren Kerns fest und nicht flüssig wie im äußeren Kern ist.

### Äußerer Kern
Der äußere Kern beginnt ab einer Tiefe von im Mittel 2900 km und endet an der Grenze zum inneren Erdkern bei 5150 km. Seine Dichte steigt mit der Tiefe von 9,9 auf 12,2 g/cm3 an. Zusätzlich zu Eisen und Nickel müssen etwa 10 bis 15 Gewichtsprozent leichtere Elemente vorhanden sein, da die Dichte zu gering und die Schmelztemperatur zu hoch sind für nur Eisen-Nickel. Abhängig von der Temperatur T, bei der die Differenzierung in Kern und Mantel stattgefunden haben könnte, werden Silizium und  Sauerstoff favorisiert (T hoch) bzw. Schwefel, Kohlenstoff und Wasserstoff (T weniger hoch). Auf diese Weise könnte die genauere Kenntnis der Zusammensetzung des äußeren Erdkerns dazu beitragen, die Bedingungen bei der Differenzierung zu klären.
Experimentelle Methoden, um die verschiedenen möglichen Gemische bei hohen Temperaturen und Drücken auf ihre Dichte, Schallgeschwindigkeit und Verteilungskoeffizienten zwischen metallischer Phase und Mantelmaterial hin zu untersuchen, sind statische Kompression mit Laserheizung, Schockwellenexperimente und quantenchemische Berechnungen.
Obwohl das Material dünnflüssig ist wie Wasser, liegt die Strömungsgeschwindigkeit nur in der Größenordnung von 1 mm/s, da der Temperaturunterschied zwischen der Kern-Mantel-Grenze und der Grenze zum inneren Kern mit knapp 2000 K fast vollständig durch den Druckunterschied bedingt ist (adiabate Zustandsänderung) und daher keine so erheblichen Konvektionsströmungen erzeugt werden, wie man das aus dem erheblichen Temperaturunterschied folgern könnte.

## Entstehung des Erdmagnetfeldes
Die Konvektionsströmung wird sowohl thermisch als auch durch Konzentrationsgradienten angetrieben. Die Wärmeenergie, die kontinuierlich an den Erdmantel abgegeben wird, stammt zum Teil aus langsamer Abkühlung, zum Teil aus der bei der Kristallisation freiwerdenden Kristallisationsenthalpie an der inneren Kerngrenze, zum Teil aus der Kompression – das Anwachsen des inneren Kerns lässt den gesamten Kern schrumpfen, was gravitative Bindungsenergie freisetzt – und zum Teil aus radioaktiver Zerfallswärme. Zudem werden bei der Erstarrung an der inneren Kerngrenze die leichten Elemente in der Schmelze angereichert und verteilen sich nach oben.
Unter dem Einfluss der Corioliskraft, die auch für die Zyklone in der Erdatmosphäre verantwortlich ist, werden die Strömungen auf schraubenförmige Bahnen gezwungen, deren Zylinderachsen parallel zur Erdachse ausgerichtet sind. Nun können sich magnetische Felder in der elektrisch leitenden Flüssigkeit nicht frei bewegen, sondern die Feldlinien werden von der Strömung mitgenommen, aufgewickelt und gestreckt, was die Felder verstärkt. Direkte Ursache der Magnetfelder sind elektrische Wirbelströme, die durch die langsame Drift des Feldes durch die Flüssigkeit entstehen. Diese Selbstverstärkung gerät in Sättigung durch quadratisch mit der Stromstärke ansteigende ohmsche Verluste.
Ohne den mechanischen Antrieb würden die Wirbelströme und ihr Magnetfeld innerhalb von etwa 20.000 Jahren abklingen. Simulationen des Instituts für Geophysik der Georg-August-Universität Göttingen haben ergeben, dass die notwendige Leistung zum Betrieb des Geodynamos lediglich 0,2 bis 0,5 Terawatt beträgt, weit weniger als vorher angenommen. Zur Erzeugung dieser Leistung muss keine Zerfallswärme im Erdkern vorausgesetzt werden.
Das Magnetfeld der Erde bestand bereits vor über vier Milliarden Jahren.

## Differenzielle Rotation des inneren Kerns
1996 verglichen Seismologen die Feinstruktur von P-Wellen seismischer Dubletten. Das sind Paare von Erdbeben mit ähnlicher Stärke an fast demselben Ort. Die Änderung der Feinstruktur hing vom zeitlichen Abstand der beiden Beben ab. Die Auswertung von 38 Dubletten aus den Jahren 1967 bis 1995 deutete auf eine differenzielle Rotation hin: Der innere Kern drehe sich etwas schneller als der Mantel. Weitere solche Beobachtungen und Auswertungen bestätigten diese Interpretation, ergaben aber widersprüchliche Werte. Daten bis 2007 konnten schließlich so gedeutet werden, dass die relative Winkelgeschwindigkeit über Jahrzehnte größer und kleiner wurde, mit einem Mittelwert von etwa 0,4° pro Jahr. Langfristig wird es sich um eine unregelmäßige Schwingung um eine nahezu stabile Ruhelage handeln: Die wohlbekannte Ost-West-Struktur des inneren Kerns – tiefenabhängig gemessen – deutet auf Drehraten gegenüber dem Mantel hin, die um etwa sechs Größenordnungen langsamer sind, also vergleichbar mit der Kontinentaldrift.
Die mechanische Kopplung des inneren Kerns an den inneren Bereich des flüssigen äußeren Kerns ist für die Schwankungen verantwortlich und von magnetischer Art, während die an den Erdmantel gravitativ ist.
Seit 2009 besteht keine Superrotation des inneren Erdkerns mehr. Dies deutet darauf hin, dass die Bewegung des inneren Erdkerns einem regelmäßigen Zyklus von rund 60 bis 70 Jahren Dauer folgt. Diese Entdeckung unterstützt die Idee einer regelmäßigen Oszillation des inneren Erdkerns, die durch Rückkopplungen sowohl vom Magnetfeld als auch von der Schwerkraft des Erdmantels verursacht werden könnte. Die 70-jährigen Rotationszyklen des inneren Erdkerns wirken sich auch dergestalt auf Tageslänge und Veränderungen des Magnetfelds aus, dass eine Rotation des Kerns in derselben Richtung wie die Oberfläche zu einer Verkürzung der Tageslänge führt, während die entgegengesetzte Rotationsrichtung die Tage verlängert. Die Schwankung pro Zyklus liegt dabei zwischen 0,01 (Beschleunigung) und 0,12 Millisekunden (Verlangsamung).

## Erforschung
Eine direkte Untersuchung des Erdkerns ist derzeit nicht möglich. Die Kola-Bohrung, die das tiefste jemals gebohrte Loch darstellt, war 12,3 km tief, was lediglich 1⁄518 und damit rund 0,2 % der Strecke zum Erdmittelpunkt entspricht. Es gibt jedoch die Möglichkeit, über indirekte Hinweise Erkenntnisse über den Erdkern zu gewinnen:
- Statistische Mechanik: Die statistische Mechanik erlaubt Rückschlüsse von den mikroskopischen Eigenschaften der Teilchen auf das makroskopische Verhalten des betreffenden Materials. Die Bedingungen des Erdkerns, wie extremer Druck und extreme Temperatur, können im Labor nicht oder nur sehr schwer zum Experimentieren erzeugt werden. Die statistische Mechanik liefert theoretische Anhaltspunkte für die Materialeigenschaften unter solchen Bedingungen.
- Das Magnetfeld der Erde weist darauf hin, dass es im Erdinneren elektrisch leitendes Material im Zustand eines Fluids geben muss. Theorien über einen Geodynamo, der das Erdmagnetfeld erzeugt, enthalten in der Regel Annahmen über Eigenschaften des Erdkerns. Aus Fluktuationen des Erdmagnetfelds und Messungen mit sehr niederfrequenten Radiowellen kann zudem auf eine geringe, tiefenabhängige elektrische Leitfähigkeit des Mantels geschlossen werden.
- Gesteine der Erdkruste und des Erdmantels haben Dichten zwischen 2,5 und 4 g/cm³. Für den gesamten Erdkörper ergibt sich jedoch eine Dichte von etwa 5,5 g/cm³. Daraus folgt, dass es im Erdinneren Bereiche mit wesentlich höherer Dichte geben muss.
- Eisenmeteoriten sind aus den metallischen Kernen von differenzierten Asteroiden entstanden, also solchen, die ähnlich der Erde aus einem eisenreichen Kern und einem Mantel aus Gestein aufgebaut waren. Diese wurden nach heutigen Vorstellungen nach ihrer Entstehung durch Kollisionen zertrümmert.
- Longitudinale Kompressions- bzw. Verdichtungswellen (nach engl. pressure auch P-Phasen genannt, „Phase“ in der Bedeutung von Zeitabschnitt im Seismogramm), die von einer seismischen Quelle (zum Beispiel Erdbeben oder Explosionen) ausgehen, passieren die Grenze zum Erdkern (Kern-Mantel-Grenze) und werden dort beim Ein- und Austritt gebrochen (PKP-Phase, K für Kern). Der Erdkern wirkt für die PKP-Phasen wie eine Linse, die zu einem Brennkreis in ca. 145° Entfernung vom Epizentrum führt. Da der Erdkern alle direkten P-Phasen zwischen einer Entfernung von 100° bis 145° durch diesen Effekt ablenkt, bildet sich hier der ringförmige sogenannte Kernschatten. In diesem Kernschatten kann man noch andere Kernphasen messen, zum Beispiel die PKiKP-Phase, die am inneren Erdkern reflektiert wird. Die beobachteten Reflexionen an äußerer und innerer Kerngrenze belegen, dass sich dort die Impedanz jeweils sprunghaft ändert, auf kürzerer Distanz als einer Wellenlänge. Die den inneren Kern durchlaufende seismische Phase PKIKP, durch Brechung unterschieden von der am inneren Kern vorbei laufenden PKP-Phase, führte 1936 zu dessen Entdeckung durch die dänische Seismologin Inge Lehmann.
- Da Flüssigkeiten keinen Scherwiderstand haben, können sich Scherwellen im äußeren Kern nicht ausbreiten. An der Kern-Mantel-Grenze werden Scherwellen teilweise in den Mantel zurückreflektiert (SS), teilweise in Kompressionswellen im Kern umgewandelt (z. B. SKS). An der Grenze zwischen äußerem und innerem Erdkern werden umgekehrt Kompressionswellen auch in Scherwellen umgewandelt, die sich dann im inneren Kern langsamer ausbreiten als die Kompressionswellen. Als solche Scherwellen (z. B. PKJKP) im inneren Kern beobachtet wurden (aus dem Muster der ortsabhängigen Ankunftszeiten), erhärtete das den Verdacht, dass der innere Erdkern fest sei.
- Superrotation: Erdbebenwellen verschiedener Erdbeben vom selben Entstehungsort, die durch den Erdkern laufen, werden mit wachsendem Zeitabstand immer unterschiedlicher im Erdkern abgelenkt (unterschiedlicher Ankunftspunkt auf der gegenüberliegenden Erdseite). Die Ablenkungsunterschiede kommen sehr wahrscheinlich von Inhomogenitäten des inneren festen Kerns, die durch eine leicht schnellere Drehung des Kerns ihren Ort ändern. Aus diesen Analysen ergibt sich, dass der innere Erdkern 0,3 bis 0,5 Grad pro Jahr schneller als der Erdmantel und die Erdkruste rotiert. Damit macht er innerhalb von ca. 900 Jahren eine zusätzliche Drehung. Die Energie dafür liefern vermutlich elektromagnetische Kräfte des Geodynamos im äußeren Erdkern.

## Alter und ungelöste Probleme
Ein flüssiger Erdkern bestand vermutlich bereits kurz nach der Entgasung und Differentiation der Erde vor 4,45 Milliarden Jahren. Zur Abkühlung und damit der Entstehung des festen inneren Kerns bestehen mehrere Modellberechnungen mit unterschiedlichen Ansatzmustern, die neueren Modelle gehen dabei von einem Alter von etwa einer Milliarde Jahre (±0,5) aus, während ältere Modelle zwei bis vier Milliarden Jahre veranschlagen.
Inwiefern radioaktive Zerfallsprozesse und deren Wärmeenergie für den Erdkern eine Rolle spielen, ist aufgrund des ungewissen Anteils zerfallender Nuklide im Erdkern nur grob abschätzbar. Aus geochemischer Sicht erscheint es möglich, dass ein geringer Gehalt (5 ppm) an Kalium im Erdkern existiert. Auch inwiefern es im inneren Erdkern zu Konvektionsprozessen kommt, ist ungeklärt, nach den gängigen Einschätzungen aber unwahrscheinlich. Solche Abschätzungen hängen stark vom angenommenen Alter des festen inneren Kerns sowie dessen exakter Zusammensetzung ab.